# Rheumaptera inhabilis
Rheumaptera inhabilis là một loài bướm đêm trong họ Geometridae.